# Picea crassifolia
Picea crassifolia (ялина цинхайська, кит.: 青海云杉, Qinghai yunshan) — вид роду ялина родини соснових. Етимологія: лат. crassus — «товстий», i — сполучна голосна, folius — «листя».

## Поширення, екологія
Країни поширення: Китай (Ганьсу, Внутрішня Монголія, Нінся, Цинхай). Зустрічається у високогірних хребтах Центральної Азії, головним чином, на північних схилах, над степом або пустелею, на висоті від 1600 до 3800 м над рівнем моря. Росте на вапняних і не вапняних ґрунтах. Клімат холодний континентальний, посушливий, з більшою частиною опадів у вигляді снігу. Утворює в основному чисті ліси, з домішками Betula albosinensis і Populus tremula.

## Опис
Це дерево до 25 м у висоту і 60 см діаметра. Листки товсті, чотирикутні в поперечному перерізі, розміром 12–35 × 2–3 мм, Насіннєві шишки циліндричні, розміром 7–11 × 2–3,5 см. Насіння косо обернено-яйцюваті, довжиною 3,5 мм, з 9 мм крилами. Запилення відбувається і квітні-травні, достигання насіння у вересні-жовтні.

## Використання
Ялина, ймовірно, тільки локально експлуатуються на деревину (дрова?). Зустрічається у віддалених від будь-яких великих міст і навіть великих доріг. Не рідкість в ботанічних садах і дендраріях в Пекіні, С.-Петербурзі та Москві.

## Загрози та охорона
Вид присутній в кількох охоронних територіях.